# Beibit Atamqulow

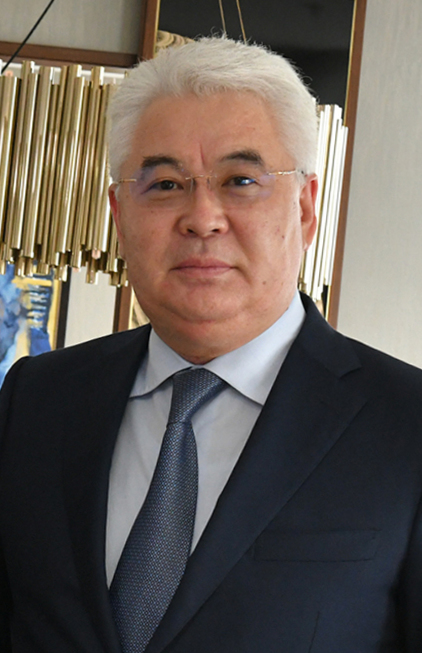
Beibit Atamqulow (2021)

Beibit Bäkiruly Atamqulow (kasachisch Бейбіт Бәкірұлы Атамқұлов Beibıt Bäkırūly Atamqūlov, russisch Бейбут Бакирович Атамкулов Beibut Bakirowitsch Atamkulow; * 19. Mai 1964 in Usun-Agatsch, Kasachische SSR) ist ein kasachischer Diplomat und Politiker.

## Leben
Beibit Atamqulow wurde 1964 in Usun-Agatsch im Gebiet Almaty geboren. Er studierte am Kasachischen Polytechnischen Institut in Alma-Ata an der metallurgischen Fakultät, wo er 1986 seinen Abschluss machte. 2000 machte er einen weiteren Abschluss an der Staatlichen Universität für Wirtschaft und Finanzen Sankt Petersburg.
Nach seinem Abschluss am Polytechnischen Institut arbeitete er zunächst beim Bergbau- und Metallurgiekomplex in Norilsk und war ab 1985 in Tschimkent am dort ansässigen Bleiwerk in verschiedenen Positionen tätig, darunter als Chefingenieur und Leiter der Abteilung für Außenwirtschaftsbeziehungen des Unternehmens. Von 1992 bis 2006 war er bei verschiedenen Unternehmen beschäftigt, darunter als erster stellvertretender Generaldirektor des Metallurgischenen Werkes (heute Stahlwerk von ArcelorMittal) in Temirtau.
Ab 2006 war Atamqulow im diplomatischen Dienst Kasachstans, zunächst als Berater in der kasachischen Botschaft in Moskau und ab 2007 als Berater der Botschaft im Iran. Zwischen 2008 und 2010 war er Generalkonsul Kasachstans in Frankfurt am Main. Am 5. Mai 2010 wurde er zum Botschafter Kasachstans in Malaysia ernannt. Diesen Posten behielt der bis Juli 2012 und im Oktober des Jahres wurde er Exekutivsekretär des Ministeriums für Industrie und neue Technologien. Nach der Auflösung des Ministeriums im August 2014 wurde er im neuen Ministerium für Investitionen und Entwicklung ebenfalls Exekutivsekretär. Am 8. August 2015 wurde er zum Äkim (Gouverneur) von Südkasachstan ernannt. Seit dem 7. Oktober 2016 war er Minister des neu gegründeten Ministeriums für Verteidigungs- und Luftfahrtindustrie. 2017 tauchte sein Name in den Paradise Papers auf; er wurde zusammen mit seinem Bruder Jerlan Atamqulow als Geschäftsführer einer maltesischen Firma genannt.
Am 26. Dezember 2018 wurde Atamqulow zum kasachischen Außenminister ernannt. Seit dem 18. September 2019 war er im Kabinett Mamin kasachischer Minister für Industrie und Infrastrukturentwicklung.
Seit dem 31. Oktober 2022 ist er Kasachstans Botschafter in Usbekistan.